# Nhâm Trung
Nhâm Trung (chữ Hán: 任忠, ? - ?), tự Phụng Thành, tên lúc nhỏ là Man Nô (蛮奴); Tùy thư gọi ông bằng tên lúc nhỏ nhằm kiêng húy Tùy Thái Tổ Dương Trung. Ông là người Nhữ Âm, tướng lĩnh nhà Trần thời Nam Bắc triều trong lịch sử Trung Quốc.

## Thời nhà Lương
Ông mồ côi từ sớm, gia cảnh nghèo nàn, không được người trong làng coi trọng. Khi trưởng thành, Trung giỏi cưỡi ngựa bắn cung, sức mạnh hơn người, tính cách quỷ quyệt lắm mưu kế, bọn thiếu niên trong châu đều cậy nhờ ông.
Bà Dương vương Tiêu Phạm nhà Lương nhậm chức Hợp Châu thứ sử, nghe danh của ông, nên dùng làm tả hữu. Loạn Hầu Cảnh nổ ra, Trung theo Tấn Hi thái thú Mai Bá Long thảo phạt tướng của Cảnh là Vương Quý Hiển ở Thọ Xuân, trận nào cũng đẩy lui được quân địch.
Khi người địa phương là Hồ Thông tụ tập cướp bóc, Phạm sai Trung cùng chủ soái Mai Tư Lập hợp binh đánh dẹp. Sau đó, ông theo con Phạm là Tự đi cứu viện kinh thành. Nhưng kinh thành đã thất thủ, Trung đưa quân về Tấn Hi. Sau loạn Hầu Cảnh, ông được phong làm Đãng khấu tướng quân.

## Thời nhà Trần
Khi Vương Lâm lập Tiêu Trang làm Lương đế, lấy Trung làm Ba Lăng thái thú. Sau khi Lâm thất bại, ông về với nhà Trần, nhận chức Minh nghị tướng quân, An Tương thái thú, theo Hầu Thiến thảo phạt Ba, Tương. Sau đó ông dời sang làm Dự Ninh thái thú, Hành Dương nội sử.
Khi Hoa Kiểu dấy binh làm phản, Trung cũng tham dự. Sau khi bình định được Kiểu, Trần Vũ đế lấy việc ông trước đó đã mật báo lên triều đình, tha không hỏi tội.
Năm Thái Kiến đầu tiên (569), Trung theo Chương Chiêu Đạt thảo phạt Âu Dương Hột ở Quảng Châu, nhờ công được phong làm Trực các tướng quân. Ông dời sang làm Vũ nghị tướng quân, Lư Lăng nội sử, mãn nhiệm, về triều nhận chức Hữu quân tướng quân.
Năm Thái Kiến thứ 5 (573), nhà Trần tiến hành bắc phạt, Trung đưa quân ra tây đạo, đánh đuổi Lịch Dương vương Cao Cảnh An nhà Bắc Tề ở Đại Hiện, đuổi đến Đông Quan, chiếm được 2 thành đông, tây. Ông tiếp tục tiến quân, nhổ được 2 thành Kì, Tiếu. Trung thẳng tiến đến Hợp Phì, vào được thành ngoài, sau đó lại chiếm được Hoắc Châu. Ông nhờ công được nhận chức Viên ngoại tán kỵ thường thị, phong làm An Phục huyện hầu, thực ấp 500 hộ. Sau khi quân Trần đại bại ở Lữ Lương, Trung bảo toàn được quân đội của mình trở về. Triều đình ban chiếu cho ông là đô đốc Thọ Dương, Tân Thái, Hoắc Châu và quân đội ven sông Hoài, tiến hiệu làm Ninh viễn tướng quân, Hoắc Châu thứ sử. Sau đó ông về triều nhận chức Tả vệ tướng quân.
Năm Thái Kiến thứ 11 (579), ông được gia chức Bắc thảo tiền quân sự, tiến hiệu làm Bình bắc tướng quân, đưa quân đội bộ kỵ đến gấp Tần quận. Năm thứ 12, Trung dời sang làm Sứ trì tiết, đô đốc Nam Dự Châu chư quân sự, Bình nam tướng quân, Nam Dự Châu thứ sử, tăng thực ấp so với trước là 1500 hộ. Ông đưa quân đến gấp Lịch Dương, nhà Bắc Chu phái Vương Duyên Quý đưa quân đến tăng viện. Trung đại phá quân Chu, bắt sống Duyên Quý. Trần Hậu Chủ lên ngôi, tiến hiệu cho ông làm Trấn nam tướng quân, ban cho 1 bộ Cổ Xuy. Ông về triều làm Lĩnh quân tướng quân, gia chức Thị Trung, đổi phong hiệu là Lương Tín quận công, thực ấp 3000 hộ. Sau đó ông ra làm Ngô Hưng nội sử, tăng bổng lộc lên 2000 thạch.

## Quy hàng nhà Tùy
Khi quân Tùy vượt sông, Trung từ Ngô Hưng đến cứu viện, đóng quân ở cửa Chu Tước. Hậu Chủ triệu Tiêu Ma Ha và ông đến dưới nội điện cùng bàn bạc đối sách. Trung bàn rằng: "Binh gia nói thế lực của khách chủ khác nhau, khách cần đánh gấp, chủ cần giữ chắc. Ta nên thêm quân cố thủ cung thành, sai thủy quân theo hướng Nam Dự Châu đến đường cái Kinh Khẩu, cắt đứt đường vận lương của địch. Chờ đến mùa xuân nước lớn, các cánh quân của bọn Chu La Hầu từ thượng du Trường Giang, ắt sẽ men sông đến tăng viện, chính là kế hay vậy." Bọn kỵ tướng Tiêu Ma Ha không đồng ý, đều muốn ra đánh.
Khi quân Trần thất bại, Trung vào đài thành gặp Hậu Chủ, kể lại tình trạng thất bại, tâu rằng: "Bệ hạ chỉ còn cách cắt đặt thuyền bè, đến hội họp với quân ta ở thượng lưu, thần xin lấy cái chết để bảo vệ bệ hạ." Hậu Chủ tin lời ấy, sai ông chuẩn bị lên đường. Trung từ chối rằng: "Khi nào thần cắt đặt xong, lập tức đến đón bệ hạ." Hậu Chủ lệnh cho cung nhân chuẩn bị hành trang đợi ông, nhưng mãi không thấy đến.
Tướng Tùy là Hàn Cầm Hổ từ Tân Lâm tiến quân, Trung mang theo vài kỵ binh đến gò Thạch Tử xin hàng, Ông dẫn Cầm Hổ vào cửa Chu Tước, quân Trần muốn chống lại, ông nói: "Lão phu đã hàng, các ngươi còn chống cự làm gì!?" Quân Tùy tiến vào cửa Nam Dịch, đánh chiếm đài thành, nhà Trần diệt vong.
Trong năm ấy, ông đến Trường An, nhận chức Khai phủ nghi đồng tam tư nhà Tùy. Khi mất được 71 tuổi. Con trai của ông là Ấu Vũ làm quan đến Nghi đồng tam tư.